# Přebor Plzeňského kraje 2003/2004
Přebor Plzeňského kraje (jednu ze skupin 5. fotbalové ligy) hrálo v sezóně 2003/2004 16 klubů. Vítězem a postupujícím se stalo mužstvo TJ Chanos Chanovice. Sestoupilo posledních 5 týmů TJ Tatran Přimda, TJ Start Luby, TJ Tlučná, SK Starý Plzenec a TJ Slávia Úněšov.

## Systém soutěže
Kluby se střetly v soutěži každý s každým dvoukolovým systémem podzim–jaro, hrály tedy 30 kol.

## Výsledná tabulka
| Poř. | Tým                   | Z  | V  | R | P  | VG | OG | B  |
| ---- | --------------------- | -- | -- | - | -- | -- | -- | -- |
| 1.   | TJ Chanos Chanovice   | 30 | 23 | 2 | 5  | 76 | 25 | 71 |
| 2.   | TJ Jiskra Domažlice   | 30 | 22 | 4 | 4  | 64 | 19 | 70 |
| 3.   | TJ Sušice             | 30 | 17 | 5 | 8  | 61 | 40 | 56 |
| 4.   | FK Tachov             | 30 | 15 | 6 | 9  | 61 | 46 | 51 |
| 5.   | SK ZČE Plzeň          | 30 | 14 | 5 | 11 | 60 | 50 | 47 |
| 6.   | TJ ZKZ Horní Bříza    | 30 | 14 | 5 | 11 | 44 | 45 | 47 |
| 7.   | SK Poběžovice         | 30 | 12 | 6 | 12 | 52 | 53 | 42 |
| 8.   | SK Rapid Plzeň        | 30 | 11 | 8 | 11 | 51 | 48 | 41 |
| 9.   | TJ CHKZ Staňkov       | 30 | 11 | 7 | 12 | 60 | 56 | 40 |
| 10.  | TJ Keramika Chlumčany | 30 | 11 | 6 | 13 | 42 | 56 | 39 |
| 11.  | SSK Bolevec           | 30 | 10 | 6 | 14 | 42 | 61 | 36 |
| 12.  | TJ Tatran Přimda      | 30 | 9  | 9 | 12 | 45 | 55 | 36 |
| 13.  | TJ Start Luby         | 30 | 8  | 9 | 13 | 33 | 48 | 33 |
| 14.  | TJ Tlučná (N)         | 30 | 9  | 3 | 18 | 34 | 49 | 30 |
| 15.  | SK Starý Plzenec (N)  | 30 | 7  | 4 | 19 | 56 | 63 | 25 |
| 16.  | TJ Slávia Úněšov      | 30 | 2  | 5 | 23 | 32 | 99 | 11 |

Poznámky:
- Z = Odehrané zápasy; V = Vítězství; R = Remízy; P = Prohry; VG = Vstřelené góly; OG = Obdržené góly; B = Body

|  | Postup do Divize A 2004/2005          |
|  | Sestup do I. A třídy Plzeňského kraje |